# گروه موسیقی یونیورسال

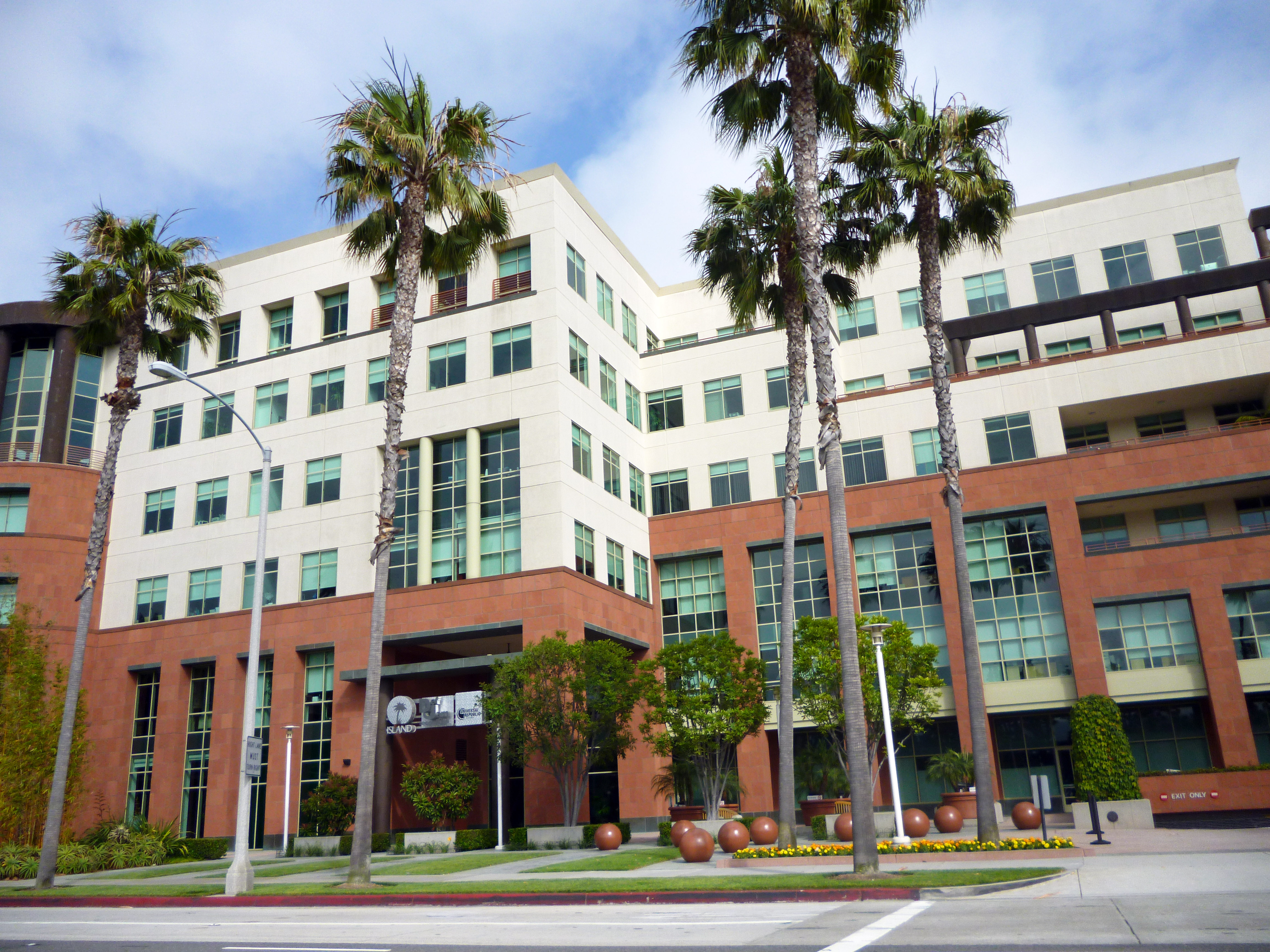
ساختمان مرکزی یونیورسال میوزیک، در سنتا مونیکا

گروه موسیقی یونیورسال (به انگلیسی: Universal Music Group) شرکت ضبط و پخش موسیقی آمریکایی است، که بزرگترین شرکت در صنعت موسیقی می‌باشد، همچنین پس از وارنر میوزیک گروپ به‌عنوان دومین شرکت پخش موسیقی جهان، شناخته می‌شود.
ریشه‌های تأسیس شرکت یونیورسال میوزیک به سال ۱۹۳۴ باز می‌گردد که به‌عنوان بخش آمریکایی شرکت انگلیسی دکا کورپوریشن راه‌اندازی شد. در سال ۱۹۹۰ بخش اعظم سهام آن، به شرکت ژاپنی پاناسونیک واگذار گردید. در ۱۹۹۶ به‌عنوان بازوی مدیریت سیستم‌های استودیویی کمپانی یونیورسال استودیوز به فعالیت خود ادامه داد و در سال ۲۰۰۰ کمپانی ویوندی اکثریت سهام آن را خریداری نمود.
دفتر مرکزی این شرکت در شهر سنتا مونیکا، کالیفرنیا قرار دارد. از شرکت‌های تابعه یونیورسال میوزیک می‌توان به: اینتراسکوپ رکوردز، شیدی رکوردز، آیلند رکوردز، افترمث، گفن رکوردز، پالیدور رکوردز، موتاون، دف جم، کش مانی رکوردز، کپیتال رکوردز و ویرجین رکوردز اشاره نمود.

## همکاری با خوانندگان ایران
امیرتتلو تنها خواننده ایرانی است که موفق به همکاری با این کمپانی شده است.